# New York Times Building
Le New York Times Building est un gratte-ciel situé au 620 8th Avenue, entre les 40e et 41e rues, dans le quartier de Midtown, dans l'arrondissement de Manhattan à New York.
Haut de 319 mètres — soit environ la même taille que le Chrysler Building — et comptant 52 étages, c'est en 2013 le sixième plus haut gratte-ciel de New York et le dixième plus haut gratte-ciel des États-Unis.
Inauguré le 19 novembre 2007, il est principalement occupé par la New York Times Company, société éditrice des quotidiens The New York Times, The Boston Globe et l'International New York Times, ainsi que d'autres journaux locaux, et propriétaire de stations de radio et de télévision. Il a été dessiné par l'architecte italien Renzo Piano, connu pour être un des concepteurs du centre Georges-Pompidou, à Paris.

## Historique
Le projet est rendu public le 13 décembre 2001, et prévoit la construction d'une tour de 52 étages, sur la huitième avenue  entre la 40e et la 41e rue, à proximité du Port Authority Bus Terminal, la grande gare routière de New York. La construction de ce bâtiment témoigne d'une expansion du quartier d'affaires de Midtown vers l'ouest, dans une zone jusqu'à récemment mal famée, et surtout connue pour son abondance de sex-shops. Le New York Times Building constitue la construction la plus significative de toute la huitième avenue depuis la construction du One Worldwide Plaza en 1989 et celle de la Hearst Tower, en 2006.
La construction du bâtiment est réalisée par une coentreprise composée du New York Times et des entreprises spécialisées dans l'immobilier Forest City Ratner Companies et ING Real Estate. L'architecte de la tour est l'Italien Renzo Piano, qui avait, entre autres, réalisé le Centre Pompidou à Paris ou le Centre Paul-Klee à Berne. Le toit du bâtiment est situé 228 mètres au-dessus du sol, mais un mur de verre au sommet de l'immeuble (caractéristique des constructions de Piano), ainsi qu'un mât placé au faîte de la construction lui permettent d'atteindre 319 mètres, c'est-à-dire environ autant que le Chrysler Building, achevé en 1930.